# Bauer Hockey
Bauer Hockey — компанія з виробництва обладнання для хокею з шайбою. Незважаючи на те, що компанія відома як виробник спорядження для воротарів, вона також виробляє одяг для гравців. Основний конкурент — компанія CCM.

## Історія
У 1927 році сім'я Бауер, власники Western Shoe Company, заснували Bauer Skate company.
Bauer була першою хокейною компанією, що почала виробляти хокейні ковзани, в яких лезо постійно було закріплено до черевика. Черевик і лезо були зроблені Бауером .Це нововведення змінило галузь. У наступні роки верхня лінія Bauer Skate спочатку продавалася під торговою назвою «Bauer Supreme». Компанія була ще більш популяризована популярністю Боббі Бауера, члена сім'ї та представника Зали хокейної Слави, який грав за Бостон Брюїнз в 30-х і 40-х роках.
У 1960-х роках компанія заплатила суперзірці Боббі Галлу, щоб схвалити їх ковзани. Цей крок ознаменував початок нової ери для компанії.
Потім на початку 1970-х Джим Робертс, також з Канадієнс, почав носити тепер відоме лезо TUUK. Незабаром пішли гучні товариші по команді Гай Лафлер, Стів Шатт і Жак Лемер. Успіх цього леза був таким що до 1995 року, різні тавра ковзана Canstar (Micron, Bauer та ін) мав 70 % частку ринку НХЛ, в той час як їх власники TUUK і ICM об'єдналися на 95 %. 
У 1994 року Bauer почав виробляти перфороване лезо. Це зробило революцію в хокейному спорті, оскільки дозволило зробити ковзани більш легкими, а також більш міцними. 
У 1994 році компанія Canstar, головна компанія Bauer, стала дочірньою компанією Nike. У 2006 році, починаючи з випуску Nike Bauer Supreme One90, продукція компанії була перейменована як Nike Bauer. Це був перший випадок, коли компанія Nike коли-небудь використовувала назву партнера для продукту. Компанія Nike 21 лютого 2008 року продала компанію інвесторам Roustan, Inc. та Kohlberg & Co., а компанія знову отримала назву Bauer.
25 вересня 2008 року Bauer оголосив про покупку конкурентів Mission-Itech.